# Tricia Helfer
Tricia Janine Helfer (Donalda, 1974. április 11. –) kanadai–amerikai modell és színésznő. Német, angol, svéd és norvég ősökkel is rendelkezik.

## Filmográfia

### Film
| Év   | Magyar cím              | Eredeti cím                   | Szerep                      | Magyar hang        |
| ---- | ----------------------- | ----------------------------- | --------------------------- | ------------------ |
| 2000 |                         | Eventual Wife (rövidfilm)     | Inga                        |                    |
| 2003 | Végzetes zsákmány       | White Rush                    | Eva                         | Orosz Anna         |
| 2006 |                         | The Genius Club               | Ally Simon                  |                    |
| 2006 | Emlékek                 | Memory                        | Stephanie Jacobs            | Kisfalvi Krisztina |
| 2007 |                         | Spiral                        | Sasha                       |                    |
| 2007 |                         | The Green Chain               | Leila Cole                  |                    |
| 2007 |                         | Walk All over Me              | Celene                      |                    |
| 2009 | A Zöld Lámpás: A kezdet | Green Lantern: First Flight   | Boodikka (hangja)           | Tallós Rita        |
| 2009 |                         | Open House                    | Lila                        |                    |
| 2010 |                         | A Beginner's Guide to Endings | Miranda                     |                    |
| 2011 |                         | PostHuman (rövidfilm)         | Kali (hangja)               |                    |
| 2012 |                         | Bloodwork                     | Dr. Wilcox                  |                    |
| 2012 |                         | The Forger                    | Sasha                       |                    |
| 2014 |                         | 37: A Final Promise           | Christina                   |                    |
| 2014 | Anonim alkotók klubja   | Authors Anonymous             | Sigrid Hagenguth            | Bánfalvi Eszter    |
| 2015 |                         | Isolation                     | Lydia Masterson             |                    |
| 2019 | Botrány                 | Bombshell                     | Alisyn Camerota             |                    |
| 2021 |                         | Save Ralph (rövidfilm)        | Cottonballs a nyúl (hangja) |                    |
| 2022 | Őrült randi Toszkánában | Spin Me Round                 | Sofia                       |                    |
| 2024 |                         | Hello Beautiful               | Willow                      |                    |

### Televízió

#### Tévéfilmek
| Év   | Magyar cím                      | Eredeti cím                                                   | Szerep                                            | Magyar hang  |
| ---- | ------------------------------- | ------------------------------------------------------------- | ------------------------------------------------- | ------------ |
| 2004 | Charlie angyalainak másik élete | Behind the Camera: The Unauthorized Story of Charlie's Angels | Farrah Fawcett                                    |              |
| 2007 | Csillagközi romboló: Penge      | Battlestar Galactica: Razor                                   | Hatos / Capricai Hatos / Gina Inviere / "Küldött" | Zakariás Éva |
| 2009 | Elrejtett bűnök                 | Hidden Crimes                                                 | Julia Carver                                      |              |
| 2009 | Csillagközi Romboló: A terv     | Battlestar Galactica: The Plan                                | Hatos / Capricai Hatos / Gina Inviere / "Küldött" | Zakariás Éva |
| 2011 | Fagyöngy Manhattan felett       | Mistletoe over Manhattan                                      | Lucy Martel                                       |              |
| 2012 |                                 | Scent of the Missing                                          | Susannah                                          |              |
| 2013 | Kulcs a szívemhez               | Finding Christmas                                             | Ryan Harrison                                     | Kelemen Kata |
| 2016 |                                 | Operation Christmas                                           | Olivia Young Roberts                              |              |
| 2017 | Óceánparti románc               | Sun, Sand and Romance                                         | Kate                                              |              |
| 2019 | Érzem, jön a karácsony          | It's Beginning to Look a Lot Like Christmas                   | Sarah Reed                                        |              |

#### Sorozatok
| Év        | Magyar cím                        | Eredeti cím                          | Szerep                                            | Megjegyzések                                             |
| --------- | --------------------------------- | ------------------------------------ | ------------------------------------------------- | -------------------------------------------------------- |
| 2002      |                                   | Jeremiah                             | Sarah                                             | 1 epizód                                                 |
| 2002      | CSI: A helyszínelők               | CSI                                  | Ashleigh James                                    | 1 epizód (Az éhező művész)                               |
| 2003      | Csillagközi romboló (minisorozat) | Battlestar Galactica                 | Hatos / Capricai Hatos / Gina Inviere / "Küldött" | minisorozat (2 epizód)                                   |
| 2004–2009 | Csillagközi romboló               | Battlestar Gallactica                | Hatos / Capricai Hatos / Gina Inviere / "Küldött" | - főszereplő (73 epizód) - magyar hangja: - Zakariás Éva |
| 2006      | A gyűjtő                          | The Collector                        | Janis Eisner                                      | 1 epizód                                                 |
| 2006      |                                   | Canada's Next Top Model              | házigazda                                         |                                                          |
| 2007      |                                   | Them                                 | Naomi Tyler Moore                                 | 1 epizód                                                 |
| 2007      | Odaát                             | Supernatural                         | Molly McNamara                                    | 1 epizód (Halálút)                                       |
| 2007–2009 | Minden lében négy kanál           | Burn Notice                          | Carla                                             | visszatérő szerep (8 epizód)                             |
| 2008–2009 | A Pókember legújabb kalandjai     | The Spectacular Spider-Man           | Fekete Macska (hangja)                            | 3 epizód                                                 |
| 2009      |                                   | The Dealership                       | Rachel Carson                                     | próbaepizód                                              |
| 2009      | Chuck                             | Chuck                                | Alex Forrest                                      | 1 epizód (Chuck és az összetört szív)                    |
| 2009      | 13-as raktár                      | Warehouse 13                         | Bonnie Belski                                     | 1 epizód (Rezonancia)                                    |
| 2009–2011 | Két pasi – meg egy kicsi          | Two and a Half Men                   | Gail                                              | 3 epizód                                                 |
| 2010      |                                   | The Super Hero Squad Show            | Sif (hangja)                                      | 1 epizód                                                 |
| 2010      | Tökéletes célpont                 | Human Target                         | Stephanie Dobbs                                   | 1 epizód                                                 |
| 2010      | Sötét zsaruk                      | Dark Blue                            | Alex Rice                                         | 10 epizód                                                |
| 2010      | Hazudj, ha tudsz!                 | Lie to Me                            | Naomi Russell                                     | 1 epizód                                                 |
| 2010      |                                   | The Whole Truth                      | Bitsie Katz                                       | 1 epizód                                                 |
| 2011      |                                   | No Ordinary Family                   | Sophie Adler                                      | 1 epizód                                                 |
| 2011      | Scooby-Doo: Rejtélyek nyomában    | Scooby-Doo! Mystery Incorporated     | Amanda Smyth / Aphrodite (hangja)                 | 1 epizód                                                 |
| 2011      | Franklin és Bash                  | Franklin & Bash                      | Brett Caiman                                      | 1 epizód Magyar Hangja: Erdős Borcsa                     |
| 2011      |                                   | 17th Precinct                        | Morgana Kurlansky                                 | próbaepizód                                              |
| 2012      | A cég                             | The Firm                             | Alex Clark                                        | - 13 epizód - magyar hangja: - Horváth Lili              |
| 2012      | Gyilkos elmék                     | Criminal Minds                       | Izzy Rogers                                       | 2 epizód (Fogd a pénzt..., ...és fuss!)                  |
| 2012      |                                   | Husbands                             | párnás lány                                       | 2 epizód                                                 |
| 2012      |                                   | Battlestar Galactica: Blood & Chrome | Cylon Prototype                                   | 1 epizód                                                 |
| 2012–2013 |                                   | Tron: Uprising                       | The Grid                                          | 19 epizód                                                |
| 2013      | Balfékek                          | Community                            | Lauren                                            | 1 epizód (Conventions of Space and Time)                 |
| 2014      |                                   | Spun Out                             | Claudia                                           | 1 epizód                                                 |
| 2014      |                                   | Killer Women                         | Molly Parker                                      | 8 epizód                                                 |
| 2014      | A titkok könyvtára                | The Librarians                       | Ms. Willis                                        | 1 epizód (Minósz labirintusa / Döntésképtelenség)        |
| 2014      |                                   | Ascension                            | Viondra Denninger                                 | minisorozat (3 epizód)                                   |
| 2015      | Briliáns elmék                    | Suits                                | Evan Smith                                        | 2 epizód                                                 |
| 2015      |                                   | Key & Peele                          | Jackson ügynök                                    | 1 epizód                                                 |
| 2015      | Éghasadás                         | Falling Skies                        | Espheni királynő (hangja)                         | 1 epizód                                                 |
| 2015      |                                   | Con Man                              | Louise                                            | 4 epizód                                                 |
| 2015      | Rick és Morty                     | Rick and Morty                       | Donna Gueterman (hangja)                          | 1 epizód (Ünnepszkvancsolók ünnepe)                      |
| 2016      |                                   | Powers                               | Angela Lange FBI-ügynök / Lynx                    | visszatérő szerep (2. évad)                              |
| 2016      | Robotcsirke                       | Robot Chicken                        | Kris Monroe / Ms. Delacroix / Colette (hangja)    | 1 epizód                                                 |
| 2016–2021 | Lucifer az Újvilágban             | Lucifer                              | Charlotte Richards / Teremtés istennője (2. évad) | főszerep (2-3. évad) vendégszerep (5-6. évad)            |
| 2019      | S.W.A.T. – Különleges egység      | S.W.A.T.                             | Elle Trask                                        | 1 epizód (B-csapat)                                      |
| 2019      |                                   | Creepshow                            | Lydia Lane                                        | 1 epizód                                                 |
| 2019–2021 | Van Helsing                       | Van Helsing                          | Drakula / Olivia                                  | főszereplő (4-5. vad)                                    |
| 2021      | A nagy dobás                      | Big Shot                             | Mrs. Grazinsky                                    | 1 epizód                                                 |
| 2021      | Az újonc                          | The Rookie                           | Claire Ivey                                       | - 1 epizód - magyar hangja: - Mohácsi Nóra               |
| 2022      |                                   | Step Up: High Water                  | Erin                                              | visszatérő szerep (3. évad)                              |

### Videójátékok
| Év        | Cím                                | Szerep                 |
| --------- | ---------------------------------- | ---------------------- |
| 2007      | Command & Conquer 3: Tiberium Wars | Kilian Qatar           |
| 2007      | Command & Conquer 3: Kane’s Wrath  | Kilian Qatar           |
| 2008      | Spider-Man: Web of Shadows         | Fekete Macska          |
| 2009      | Halo 3: ODST                       | Veronica Dare százados |
| 2010      | Mass Effect 2                      | EDI                    |
| 2010      | StarCraft II: Wings of Liberty     | Sarah Kerrigan         |
| 2012–2013 | Mass Effect 3                      | EDI                    |
| 2013      | StarCraft II: Heart of the Swarm   | Sarah Kerrigan         |
| 2015      | StarCraft II: Legacy of the Void   | Sarah Kerrigan         |

## Díjak és jelölések
- Elnyert — Supermodel of the World díj, Ford Models (1992)
- Elnyert — Leo-díj, legjobb női főszereplőnek (drámai tévésorozat) (Csillagközi romboló, 2006)
- Jelölés — Scream Award, Breakout Performance (Csillagközi romboló, 2008)
- Jelölés — Scream Award, legjobb színésznő (sci-fi) (Csillagközi romboló, 2008)